# Razionalizzazione della forma di governo parlamentare
La razionalizzazione delle forme di governo parlamentari è un fenomeno di diritto costituzionale consistente nella regolazione tramite norme scritte nelle Carte Costituzionali del funzionamento del sistema parlamentare.

## Scopi
Scopo principale delle tendenze razionalizzatrici è tradurre in norme scritte le consuetudini (che pur costituiscono fonti-fatto) e fornire una maggiore stabilità al governo, tutelandolo dalle crisi che hanno origine nel ramo legislativo.

## Esempi

### Italia
L'Italia è una Repubblica Parlamentare a debole razionalizzazione. La Costituzione dispone la presenza di un Presidente della Repubblica che ha il potere di sciogliere le camere, nominare il Presidente del Consiglio e una Corte Costituzionale che controlla l'attività legislativa.

### Germania
La Repubblica Federale Tedesca prevede invece una forte razionalizzazione. Ciò è dovuto al fatto che il Presidente Federale individua un possibile capo del governo e lo sottopone senza dibattimento al Bundestag (la Camera politica). Se al Bundestag raggiunge la maggioranza, il procedimento di formazione del governo continua. Se invece non raggiunge la maggioranza, la Camera politica entro due settimane individua ed elegge un altro Cancelliere. Se entro 14 giorni non si giunge ad una maggioranza, il Presidente Federale può scegliere di nominare colui che ha ottenuto più voti o sciogliere la Camera e portare il paese a nuove elezioni. Inoltre, la Camera può votare la sfiducia al governo solo se ne elegge contestualmente un altro a maggioranza assoluta, per evitare le crisi al buio. Ciò è detto sfiducia costruttiva.